# Magnus Krook
Magnus Krook, född 1968 i Malmö, är en svensk konstnär.
Krook är utbildad grafiker vid Taller de Obra Gráfica Contemporánea, Madrid, 1984-85. Han har varit representerad vid jurybedömda salonger såsom The Royal Society of Marine Arts (Mall Galeries, London),Skånes konstförening (Malmö Konsthall), Biennalen för unga svenska konstnärer (Lunds konsthall) med flera. Krook har vid sidan av konstnärskapet ägnat sig åt akademiska studier i klassiska språk och avlade 2022 doktorsexamen i latin vid Göteborgs universitet.

## Konstnärskap
Magnus Krook arbetar med ett utpräglat autentiskt återgivande av motiv som till stor del är hämtade från slutet av de stora segelfartygens epok kring sekelskiftet 1900. Kännetecknande är ett omfattande forskningsarbete för att med hjälp av dagboksanteckningar, fotografier och ritningar återskapa korrekta färger, detaljer och ljusförhållanden hos motivet och därmed levandegöra historien.